# Dieter Bär
Dieter Bär (* 1939) ist ein deutscher Volleyball-Trainer und -Funktionär.

## Werdegang
Dieter Bär begann 1952 als 13-jähriger Turner beim Turnverein Ettlingen, dem Vorgänger des SSV Ettlingen. In den Jahren 1970 bis 1995 war er Gründer, Leiter und Trainer der Abteilung Volleyball.
1981 stieg die erste Frauenmannschaft in die 2. Volleyball-Bundesliga auf. Gleichzeitig konnte die weibliche C-Jugend ihre erste Deutsche Meisterschaft erringen, die B-Jugend wurde Zweiter. Es folgten 1982 die Titel bei der B-Jugend und 1985 bei der A-Jugend. In diesem Zeitraum wurden zweite Plätze bei der B-Jugend, A-Jugend und den Juniorinnen erreicht.
Der Aufstieg 1985 in die 1. Frauen-Volleyball-Bundesliga basierte somit auf einer kontinuierlichen Aufbauarbeit. Folgende Spielerinnen standen Bär in der Bundesliga zur Verfügung: Claudia Becker, Jutta Pferrer, Elke Bakos, Petra Schindler, Silke Bär, Monika Feyerlein, Birgit Trautwein, Birgit Trautwein, Karin Klein, Martina Behn, Susanne Pfeifle, Ellen Koch und Beate Lauinger. Leider konnte sich die Mannschaft nur ein Jahr in der ersten Liga halten.
1988 erfolgte der Abstieg in die Regionalliga, während 1992 der Wiederaufstieg in die 2. Bundesliga gelang. Als Trainer der ersten Mannschaft folgte u. a. Diego Ronconi. Die Männermannschaften spielten in dieser Zeit in der Verbands- und Bezirksliga. 1995 gab Dieter Bär sein Amt als Abteilungsleiter ab.
Neben seiner Vereins-Tätigkeit war Dieter Bär auch für den Nordbadischen Volleyball–Verband im Lehrwesen und als Kadertrainer tätig.